# Francis Pettit Smith

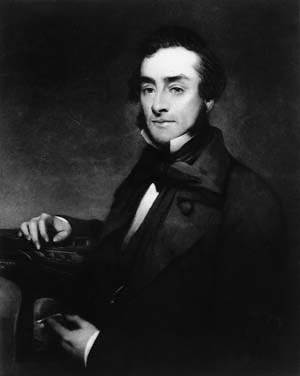
Francis Pettit Smith

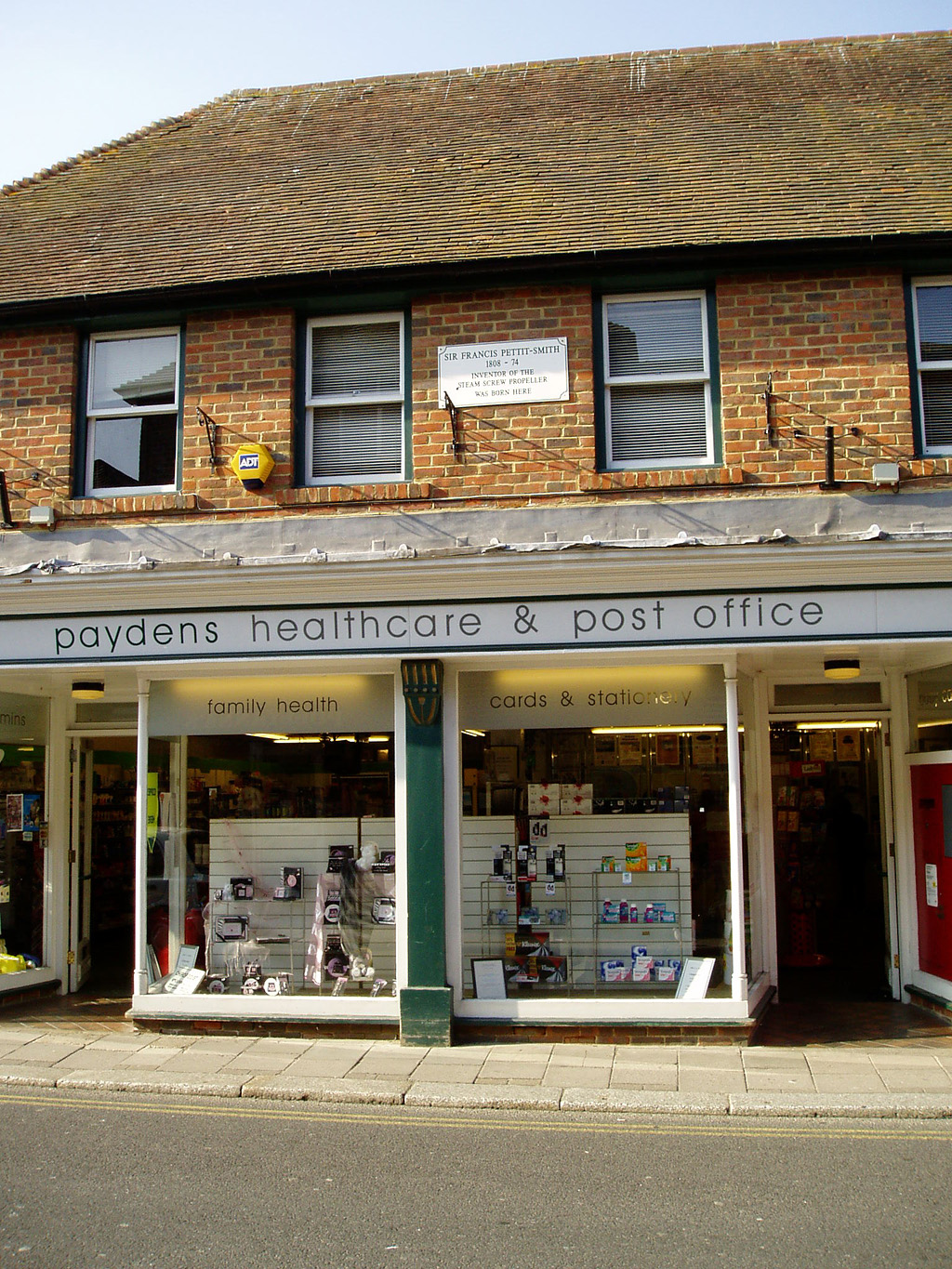
Der Geburtsort von Francis Pettit Smith, Hythe, Kent

Sir Francis Pettit Smith [ˈfɹænsɪs ˈpɛtɪt ˈsmɪθ] (* 9. Februar 1808 in Hythe, Kent; † 12. Februar 1874 in South Kensington) war ein britischer Erfinder.
In den ersten Jahrzehnten des 19. Jahrhunderts bestand mit der Entwicklung der Maschinenkraft Bedarf am effektiven Antrieb von Schiffen. Der Schaufelradantrieb wies Schwächen auf. Ausgehend von weit früheren Ideen, wie von Archimedes, wurden Schraubenantriebe verwirklicht. Der Österreicher Josef Ressel hatte den von ihm entwickelten Schiffspropeller auch der britischen Admiralität angeboten, nachdem die österreichische Marine jede weitere Zusammenarbeit mit ihm, Propeller betreffend, abgelehnt hatte. Die britische Admiralität hatte auch Zweifel an diesem neuen Antrieb. Später schrieb sie einen Preis zur Erfindung des Schiffspropellers aus. Dieses gewann der englische Landwirt Francis Pettit Smith, der sich seit einiger Zeit mit Schiffspropellern beschäftigte. Smith erfand den von Ressel entwickelten Propeller ein zweites Mal.
1836 erhielt Smith sein erstes Patent auf einen von ihm entwickelten Propeller.
Bei einer Probefahrt 1837 mit der 34 Fuß langen Francis Smith brach aus seiner eingängigen, hölzernen Schraube der Länge zweier Ganghöhen die Hälfte heraus und das Schiff fuhr mit dieser ‚defekten‘ Einrichtung merklich schneller. Smith baute den nächsten Propeller ähnlich dem zerbrochenen. Dies wurde ein Erfolg.
Offizielle Testfahrten unter Kontrolle der Admiralität folgten und man kam zu dem Schluss, eine größere Schiffseinheit mit dem Smith-Propeller auszurüsten. Smith ließ daraufhin auf eigene Kosten 1838 die Archimedes bauen, ein Schiff von 238 Tonnen. Sämtliche Fahrten wurden sehr erfolgreich durchgeführt und eine Wettfahrt mit dem damals schnellsten Raddampfer der Navy, der Widgeon, war ein voller Erfolg. 1845 schließlich gewann die nach seinen Plänen mit einem Schraubenpropeller ausgerüstete Rattler einen aufsehenerregenden Wettkampf gegen den Raddampfer Alecto, was dazu führte, dass die komplette Royal Navy zügig auf den Antrieb durch Propeller umgestellt wurde.
Für seine Verdienste wurde Smith 1871 zum Knight Bachelor geschlagen.